# Indigofera merxmuelleri
Indigofera merxmuelleri är en ärtväxtart som beskrevs av Annelis Schreiber. Indigofera merxmuelleri ingår i släktet indigosläktet, och familjen ärtväxter. Inga underarter finns listade i Catalogue of Life.